# Fabriciano González
```

```

Fabriciano González Penelas (ur. 25 kwietnia 1955 w San Pedro) – hiszpański piłkarz występujący na pozycji pomocnika. Trener piłkarski.

## Kariera piłkarska
W trakcie kariery González  grał w niższych ligach, w zespołach takich jak CD Lugo, Viveiro CF oraz RC Villalbés.

## Kariera trenerska
Początki kariery trenerskiej González spędził w niższych ligach, prowadząc takie drużyny jak SG Comercial, RC Villalbés, CD Lugo, CP Villarrobledo, Sporting Mahonés, CF Gandía i AEC Manlleu. W latach 1992–1994 dwukrotnie trenował CP Mérida z Segunda División. W 1994 roku był jednym z pięciu trenerów prowadzących w sezonie 1994/1995 zespół z Primera División, CD Logroñés. Pod wodzą Gonzáleza rozegrał on trzy spotkania.
W kolejnych latach był szkoleniowcem drużyn Segunda División B: Elche CF, Gimnàstiku Tarragona, Realu Murcia oraz CD Lugo. Prowadził także trzy zespoły z drugiej ligi portugalskiej: AD Ovarense, SC Campomaiorense i FC Marco. Potem wrócił do Hiszpanii, gdzie nadal trenował kluby z Segunda División (UD Almería i Deportivo Alavés) oraz Segunda División B (Real Avilés, Zamora CF, SD Huesca, Burgos CF, Mérida UD oraz FC Cartagena, z którą w 2009 roku awansował z Segunda División B do Segunda División.
W 2010 roku González został trenerem Granady. Przez blisko dwa lata poprowadził ją 69 meczach Segunda División. Potem był szkoleniowcem SD Huesca oraz Racingu Santander, a w styczniu 2013 roku podpisał kontakt z greckim Panathinaikosem. W Superleague Ellada zadebiutował 13 stycznia 2013 w zremisowanym 0:0 meczu z PAS Janina. Panathinaikos poprowadził w 11 spotkaniach w lidze i dwóch w Pucharze Grecji. 31 marca 2013 został zwolniony ze stanowiska.
Po 3-letniej przerwie wrócił do pracy trenerskiej. W 2016 prowadził SD Ponferradina, w 2017 boliwijski Club Petrolero. 22 grudnia 2017 stał na czele drugoligowego klubu Lorca FC. Latem 2018 opuścił klub, który spadł do trzeciej dywizji. 13 stycznia 2019 został mianowany na stanowisko głównego trenera klubu Karpaty Lwów. 27 maja 2019 opuścił lwowski klub.